# Carl Rinsch
Carl Rinsch, all'anagrafe Carl Erik Rinsch (1980), è un regista e sceneggiatore britannico.

## Biografia
Dopo aver studiato arte alla Brown University di Rhode Island, Carl Rinsch inizia la sua carriera come regista di cortometraggi e spot pubblicitari per marchi importanti come Toyota, LG e Absolut e molti altri.
Il suo debutto alla regia cinematografica avviene nel 2013 con il film 47 Ronin, pellicola fantasy con protagonista Keanu Reeves distribuita da Universal Pictures che si basa sulla vera storia dei quarantasette Rōnin, un gruppo di samurai che nel diciottesimo secolo si opposero allo shōgun per vendicare l'uccisione del loro daimyō.

## Vita privata
Rinsch vive a Los Angeles sposato con la modella uruguaiana Gabriela Rosés Bentancor, il cui matrimonio si è tenuto a Montevideo il 30 dicembre del 2014 con la presenza di persone famose come l'attore Keanu Reeves. 

## Filmografia parziale
- The Gift - cortometraggio (2010)
- 47 Ronin (2013)